# Andrenosoma flamipennis
Andrenosoma flamipennis là một loài ruồi trong họ Asilidae. Andrenosoma flamipennis được Bromley miêu tả năm 1931. Loài này phân bố ở vùng Tân nhiệt đới.